# Великомогойський
Пам'ятка природи «Великомогойський» (рос. Памятник природы «Большемогойский») — ботанічна пам'ятка природи регіонального значення на території Астраханської області Південного федерального округу Російської Федерації.

## Географія
Пам'ятка природи розташована на території Великомогойської сільради Володарського району Астраханської області. Знаходиться у східній частині надводної дельти Волги за 3 км на схід від села Великий Могой. являє собою лучну ділянку на алювіально-дернових оглеєних ґрунтах.

## Історія
Резерват був утворений 4 жовтня 1985 з метою охорони еталонної ділянки заплавних лучних ландшафтів з двокісточково-ситняговим рослинним угрупуванням, характерним для Астраханської області.

## Біоценоз
У пам'ятці природи охороняються рослинні угрупування з таких видів: болотниця болотна (ситняг болотний; Eleocharis palustris), канаркова трава очеретяна (двокісточник очеретяний; Phalaris arundinacea), чаполоч повзуча (зубрівка повзуча; Hierochloe repens), очерет звичайний (очерет південний; Phrágmites austrális), комиш озерний (Schoenoplectus lacustris), бульбокомиш морський (Bolboschoenus maritimus).

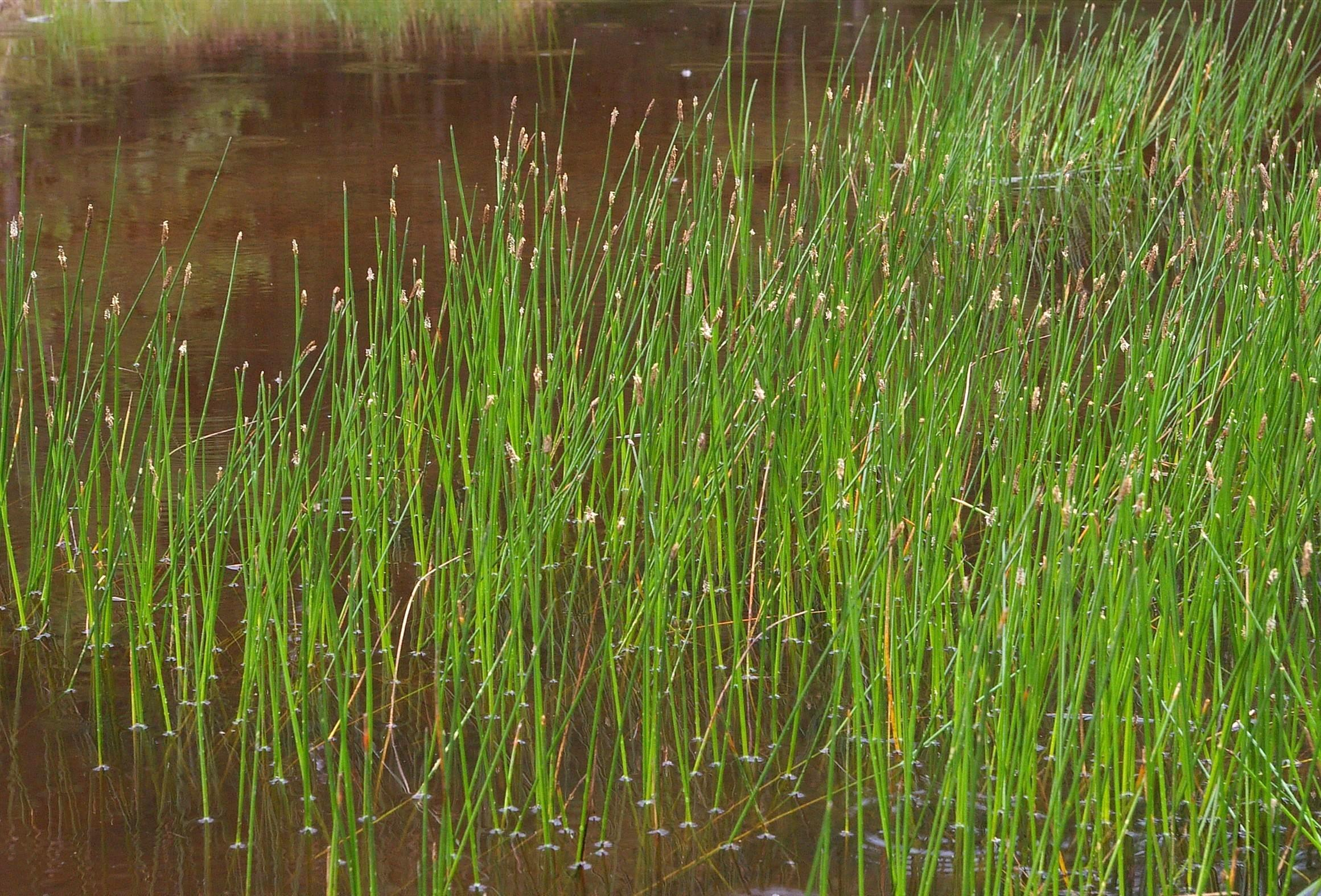
Болотниця болотна (ситняг болотний)
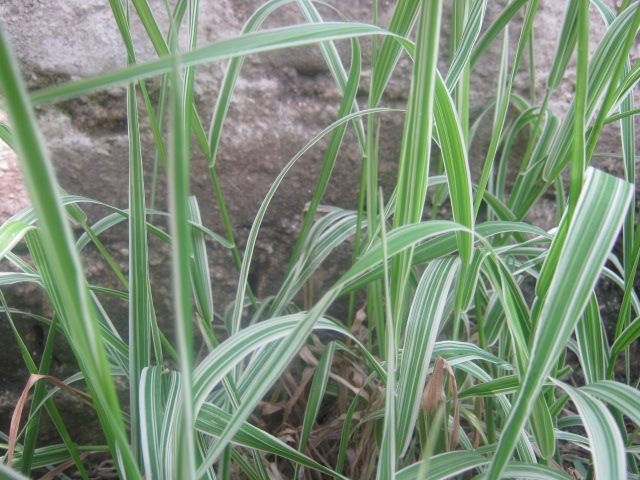
Канаркова трава очеретяна (двокісточник очеретяний)
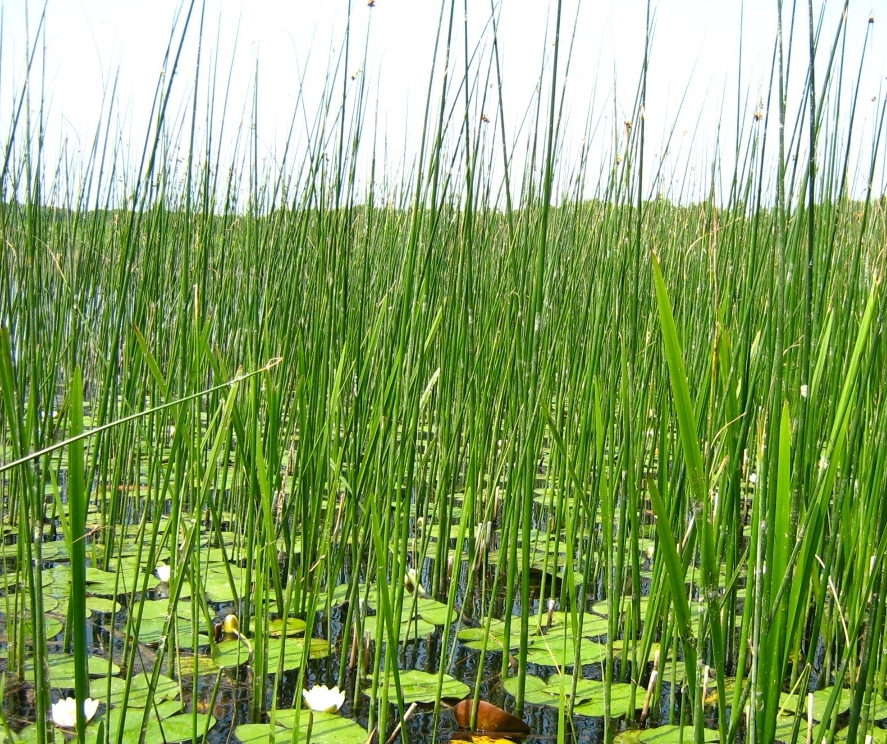
Комиш озерний
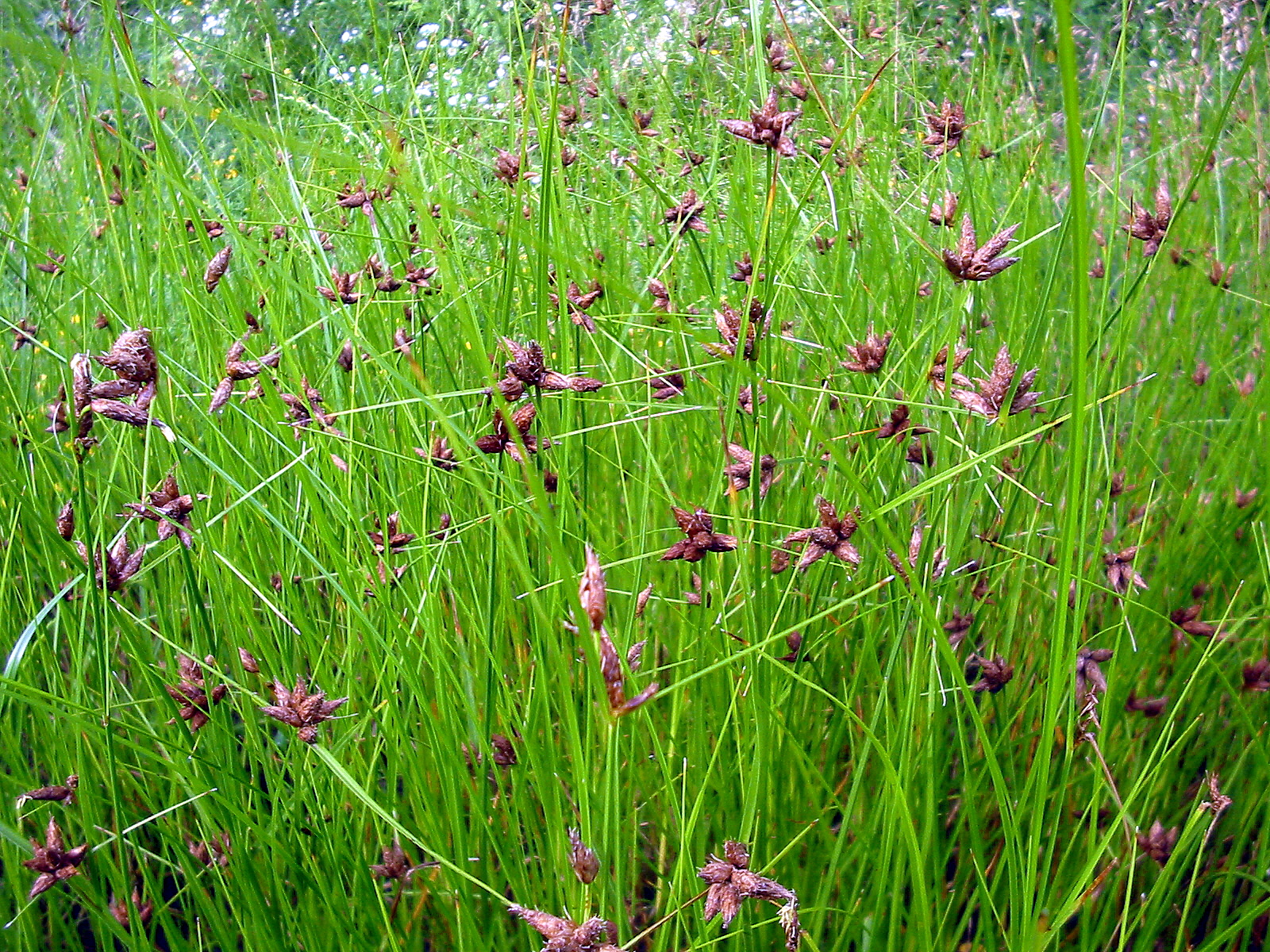
Бульбокомиш морський